# Nguyễn Thị Bích Ngọc
Nguyễn Thị Bích Ngọc (sinh 1961) là một nữ chính khách Việt Nam. Bà nguyên là Phó Trưởng đoàn ĐBQH TP Hà Nội nhiệm kì 2016-2021, Phó Bí thư Thành ủy, Chủ tịch Hội đồng nhân dân thành phố Hà Nội.

## Thân thế sự nghiệp
Nguyễn Thị Bích Ngọc sinh ngày 4 tháng 4 năm 1961, quê ở thôn Cao Kiêng, xã Đông Quang, huyện Quảng Oai, tỉnh Sơn Tây (nay thuộc huyện Ba Vì, thành phố Hà Nội).
Từ tháng 9 năm 1979 đến tháng 6 năm 1983, bà theo học tại khoa Văn, trường Đại học Sư phạm 1. Thời gian theo học tại đây, bà tham gia hoạt động công tác Đoàn và được bầu làm Ủy viên Ban Chấp hành Trung ương Đoàn khóa IV.
Từ tháng 12 năm 1983 đến tháng 6 năm 1996, bà công tác tại Tỉnh đoàn Hà Tây, từng giữ chức Phó Bí thư rồi Bí thư Thị đoàn Hà Đông, được bầu Ủy viên Ban Chấp hành Trung ương Đoàn khóa V. Bà được kết nạp vào Đảng Cộng sản Việt Nam ngày 19 tháng 9 năm 1986. Từ tháng 8 năm 1988 đến tháng 7 năm 1989, bà được cử đi học tại trường Đoàn cao cấp Cộng hòa Dân chủ Đức.
Từ tháng 6 năm 1996, bà chuyển sang công tác Đảng và chính quyền tại tỉnh Hà Tây, lần lượt giữ các chức vụ Trưởng ban Tuyên giáo Thị ủy Hà Đông, Phó Chủ tịch UBND Thị xã Hà Đông, Tỉnh ủy viên, Phó Chủ tịch rồi Chủ tịch Hội LHPN tỉnh Hà Tây, Ủy viên BCH Trung ương Hội LHPN Việt Nam.
Từ tháng 5 năm 2004 đến tháng 6 năm 2005, bà là Tỉnh ủy viên, Phó Chủ tịch HĐND tỉnh Hà Tây, Đại biểu Quốc hội khóa XI. Từ tháng 7/2005 - 10/2007 là Ủy viên Ban Thường vụ Tỉnh ủy, Bí thư Thành ủy Hà Đông, tỉnh Hà Tây. Từ tháng 11/2007 - 7/2008 là Ủy viên Ban Thường vụ Tỉnh ủy, Trưởng ban Tổ chức Tỉnh ủy Hà Tây, Đại biểu Quốc hội khóa XII.
Sau khi Hà Tây sáp nhập vào Hà Nội, từ tháng 8/2008 - 3/2011 là Ủy viên Ban Thường vụ Thành ủy Hà Nội, Ủy viên Ban Cán sự Đảng UBND TP, Giám đốc Sở Nội vụ, Đại biểu Quốc hội khóa XIII.
Từ tháng 4 năm 2011 đến tháng 5 năm 2015, bà là Ủy viên Ban Thường vụ Thành ủy, Phó Chủ tịch UBND TP, đại biểu HĐND TP khóa XIV, Đại biểu Quốc hội khóa XIII.
Ngày 25 tháng 5 năm 2015, bà được bầu làm Chủ tịch Hội đồng nhân dân thành phố Hà Nội, thay người tiền nhiệm Ngô Thị Doãn Thanh được điều động sang làm Phó trưởng ban Dân vận Trung ương.